# Вагнер, Иоганн фон
Иоганн фон Вагнер (нем. Johann von Wagner; 19 апреля 1815, Клокоч, Цислейтания — 1894, Самобор, Австро-Венгрия) — венгерский политический и государственный деятель, военачальник, фельдмаршал, Военный министр Австро-Венгрии (1 февраля 1870 — 12 апреля 1870).

## Биография
Родился в Хорватии в семье офицера. Окончил Военную Терезианскую академию Вены, затем служил на разных должностях в австрийской армии. Во время революции 1848 года принимал участие в боевыых действиях на севере Италии под командованием генерала Эдуарда Клам-Галласа. Благодаря боевым заслугам был повышен в звании и награждён. После подавления революции продолжил военную карьеру. Во время Австро-итало-французской войны в 1859 году был назначен главнокомандующим 11-й армией, командуя которой принял участие в битве при Сольферино. 
За боевые отличия в 1861 году был возведён во дворянство. В начале 1860-х был назначен военачальником хорватского бана Йосипа Елачича. 
Участвовал в Австро-прусско-итальянской войне в чине генерал-майора, был прикомандирован к австрийским войскам в Истрии. В 1868 году произведён в фельдмаршалы-лейтенанты и назначен главнокомандующим Далмации. В 1868–1869 годах был наместником Далмации.
С 1 февраля 1870 до 12 апреля 1870 года  занимал пост министра сухопутной обороны в правительстве Леопольда Гаснера фон Арта.
Позже вышел в отставку в ноябре 1870 года. Жил в Самоборе, Хорватия, где и умер. 